# Wörrstadt
Wörrstadt est une ville allemande de la Hesse rhénane, en bordure nord-ouest de la basse plaine du Rhin supérieur, dans l'arrondissement d'Alzey-Worms, en Rhénanie-Palatinat (Allemagne).

## Géographie

### Situation géographique
- Wörrstadt est située à 22 km au sud de Mayence, au cœur du paysage typique de la Hesse rhénane : viticulture intensive, et agriculture sur les parties moins bien exposées. La campagne est profondément déboisée et la végétation naturelle est peu, voire nullement présente.
- Wörrstadt dispose toutefois d'une singularité pour la Hesse rhénane : Avec le Neuborn, la commune dispose d'un des rares espaces boisés de la région; de là coulent de nombreuses sources naturelles, dont l'eau alimente la piscine de la commune, le Neubornbad.
- Le bourg principal de Wörrstadt est situé sur une élévation, qui offre des points de vue charmants sur la Hesse rhénane : le Mont Tonnerre (Donnersberg), le Wiesberg et le Großer Feldberg dans le Taunus, point culminant de la Hesse. Par temps clair, on peut apercevoir aussi à l'horizon le quartier d'affaires Francfort et ses tours.
- Le quartier de Rommersheim, autrefois Eichloch, est situé dans un vallon et se fond remarquablement dans le paysage environnant. Il offre de jolis points de vue sur le Wiesberg et en direction de Bad Kreuznach.

### Communes voisines
- Armsheim
- Ensheim
- Gabsheim
- Saulheim
- Schornsheim
- Spiesheim
- Sulzheim
- Vendersheim

## Histoire
- Pour la période 1793 - 1814 :

- La première mention légale de Rommersheim date de 824. Avant qu'il soit nommé ainsi, le lieudit Rommersheim portait le nom de Eichloch. Dans les années 1970, il fut incorporé à la commune de Wörrstadt et intégra ainsi la communauté de communes du même nom.
- Le maire du palais Pépin de Herstal a fait donations dans les trois villes de Wörrstadt, Armsheim et Saulheim à l'église Saint-Nicomède de Mayence[1],[2].
- Adam Elsheimer (1578-1610), peintre allemand célèbre du XVIIe siècle, est originaire de Wörrstadt. Une rue porte son nom. Ses parents émigrèrent vers Francfort, si bien qu'il n'est pas établi à ce jour si Elsheimer est né à Wörrstadt ou à Francfort.
- C'est de Wörrstadt aussi qu'est originaire le greffier de Mayence Nikolaus von Wörrstadt (ou Nicolaus von Werstad), qui, en 1428, face à une menace de banqueroute de la ville, mena une rébellion contre les patriciens (les "Anciens"). Il fut plus tard installé à Strasbourg du propre chef du probable inventeur de l'imprimerie Johannes Gutenberg.

## Administration
- Maire de la ville de Wörrstadt : Ingo Kl:einfelder (SPD)
- Président de la Communauté de communes : Markus Conrad (CDU)

## Jumelage
Arnay-le-Duc (France) depuis 1986

## Culture et Activités

### Monuments et curiosités
- Ancien relais de la poste Thurn und Taxis
- Église Saint-Laurent (orgue Stumm de 1759)
- Neunröhren, fontaine construite en 1608. C'est là que le Mühlbach, bief du moulin, prend sa source
- Ulmengraben, fossés des ormes, restes d'une ancienne fortification
- Ancienne mairie de Rommersheim, construite vers 1600. Rommersheim fait aujourd'hui partie de Wörrstadt
- Tagelöhnerhaus, la maison des journaliers, une maison d'habitation ouvrière d'autrefois
- Monument Schiller, à proximité du cimetière
- Schmiedbrunnen, fontaine de la forge, en centre-ville.

### Fête du vin
- Depuis 1980, la communauté de communes organise annuellement, le premier week-end de juin, une fête du vin, qui se tient tour à tour dans chacune des communes membres.

- Une Weinkönigin (reine du vin), "ambassadrice" des vins de la région, est élue une fois par an.
  - Reines du vin :
    - Stefanie Ohl, 2006, de Sulzheim. Le 29 septembre 2007, Stefanie Ohl, 23 ans, a été élue à Mayence reine du vin de la Hesse rhénane (rheinhessische Weinkönigin) pour l'année 2007-2008. Ses dauphines (Weinprinzessinnen) sont Nadja Weiler de Bingen am Rhein, Jenny Steffes de Gau-Algesheim et Anja Elena Krämer de Heidesheim am Rhein.

### Musique
- Jazz-club de Hesse rhénane, fondé en 1986 (5 à 6 concerts par an).
- Plusieurs chorales.

### Sport
- Football-club (http://www.fc-woersrstadt.de)
- Club sportif et de gymnastique, fondé en 1847 (champion d'Allemagne de football féminin en 1974)
- Club cycliste, fondé en 1899
- Club de tennis de table
- Judo-club.

### Installations sportives
- Grande salle de sport
- Salle d'entraînement
- Vélodrome
- Stand de tir
- Terrain de sport du Neuborn, avec équipements d'athlétisme
- Terrains de tennis
- Baignade
- Piste de skate-board.

### Équipement de loisirs
- La piscine du Neuborn est située dans une zone calme, en fond de vallée et entourée de prairies et de vignobles, entre Wörrstadt et la localité de Rommersheim. La baignade est alimentée par l'eau de la source du Neuborn (="nouvelle source"). Une installation solaire permet de réchauffer l'eau froide de la source et de l'amener à température agréable.
- Dans les environs de Wörrstadt on trouve de nombreuses pistes cyclables, incluses dans un réseau dense de chemins parcourant la charmante campagne de la Hesse Rhénane.

## Économie et infrastructures
L'économie de la ville repose essentiellement sur la viticulture.
- Deux zones industrielles, dont une directement reliée à l'autoroute A63
- Fin 2003 Wörrstadt comptait 711 entreprises
- Eu égard à sa taille, Wörrstadt propose une offre commerciale disproportionnée.

### Liaisons routières, ferroviaires et aériennes
- Wörrstadt est située au croisement des routes fédérales B420 et B271, deux axes de trafic régional très importants.
- La commune dispose en outre d'un échangeur sur l'autoroute A63, par lequel on peut très facilement rejoindre les centres urbains environnants de moyenne et de plus grande importance que sont Alzey, Worms, Mayence, Kaiserslautern et Francfort.
- Peu éloigné, on peut noter aussi le Alzeyer Kreuz, croisement autoroutier de l'autoroute A61 (Coblence - Ludwigshafen) et de l'A63 (Kaiserslautern - Mayence). Le trafic est particulièrement intense, voire saturé, de 6 h 30 à 9 heures du matin en direction de Mayence, et le soir de 16 h 30 à 19 h en direction d'Alzey.
- Par le train, la gare de Wörrstadt offre les liaisons avec Worms via Alzey, ou avec Mayence, en demi-heure environ. L'aéroport de Francfort est joignable via Mayence en une heure environ, et le centre-ville de Francfort en 1 h 15.
- La distance d'avec l'aéroport de Francfort, qui présente le plus fort trafic d'Allemagne, est par la route d'environ 53 km.

### Services publics
- VG Verbandsgemeinde Wörrstadt (Siège administratif de la Communauté de communes)
- THW Technisches Hilfswerk (protection civile)
- DRK Deutsches Rotes Kreuz (croix rouge)
- Bibliothèque catholique publique

### Formation
- Jardin d'enfants - maternelle
- École primaire
- Collège
- Lycée
- École intégrée globale